# تابش گرمایی

نمودار نشان دهندهٔ اوج طول موج و کل میزان تابیده شده که با توجه به قانون جابجایی واین با دما تغییر می‌کند.

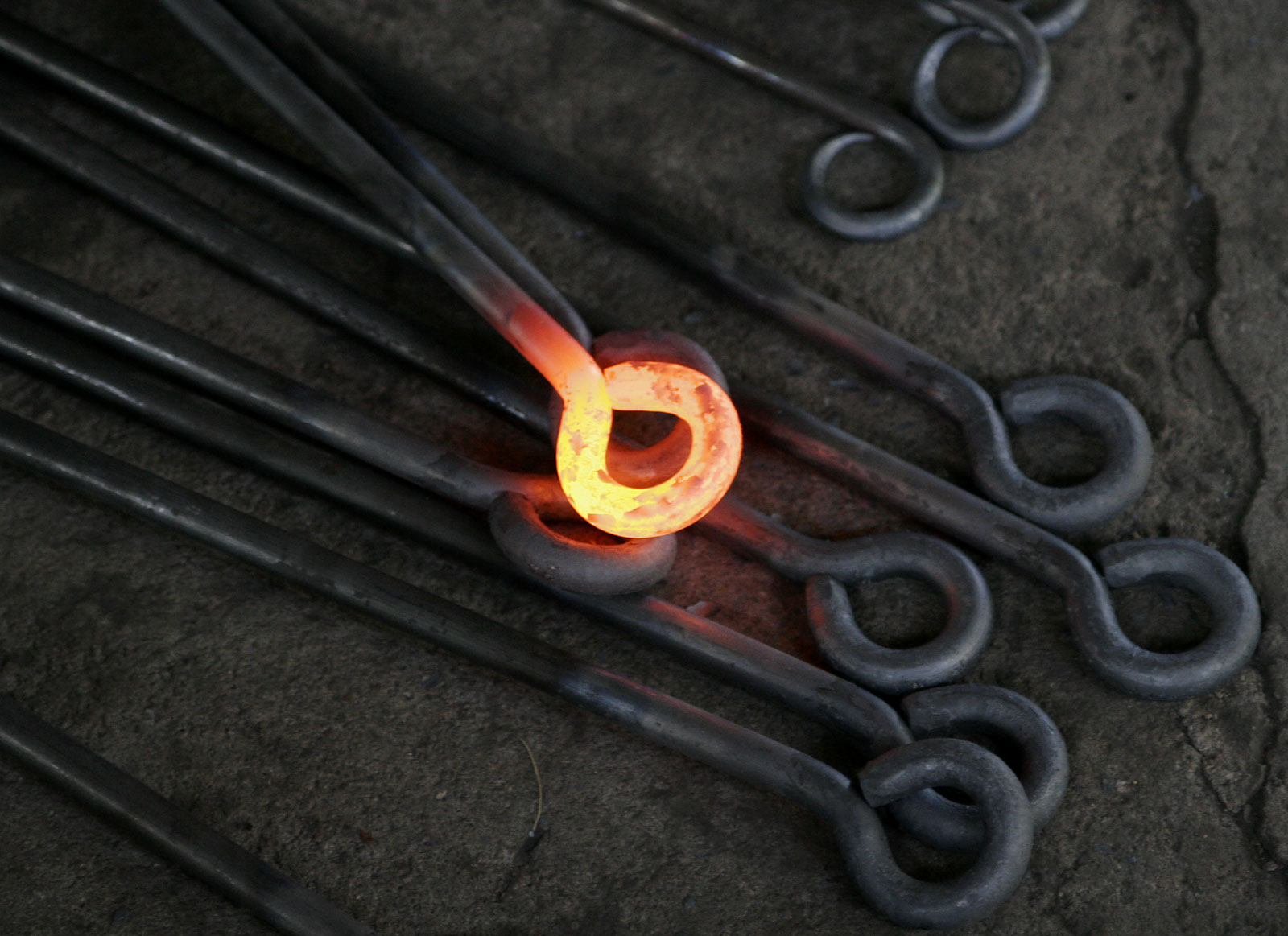
تابش‌های گرمایی به شکل نور مریی قابل دید هستند.

تابش گرمایی، تابش الکترومغناطیسی است که حاصل حرکت ذرات باردار در ماده با دمایی بیش از صفر مطلق است که این حرکت با نظریه جنبشی توضیح داده می‌شود. تمامی مواد با دمایی بیش از صفر مطلق از خود تابش گرمایی ساطع می‌کنند. برای مثال هنگامی که دمای جسمی بیش از صفر درجه مطلق است برخورد میان اتم‌های جسم سبب تغییر (افزایش) انرژی جنبشی اتم‌ها و مولکول‌ها می‌شود. این تغییر سبب شتاب بار یا نوسان دو قطبی و منجر به تابش الکترومغناطیسی می‌شود. نمونه‌هایی از تابش گرمایی عبارتند از: تابش زمینه کیهانی، نور و فروسرخ که توسط آشکارساز فروسرخ قابل شناسایی هستند.
تابش گرمایی از قانون سرد شدن نیوتن و رسانش گرمایی متفاوت است.
در تعادل ترمودینامیکی برای توضیح طیف تابش جسم سیاه که تنها وابسته به دمای جسم است از قانون پلانک استفاده می‌شود و برای محاسبه بسامد تابش، از قانون جابجایی وین، و برای محاسبهٔ شدت تابش از قانون استفان‐بولتزمن استفاده می‌شود.

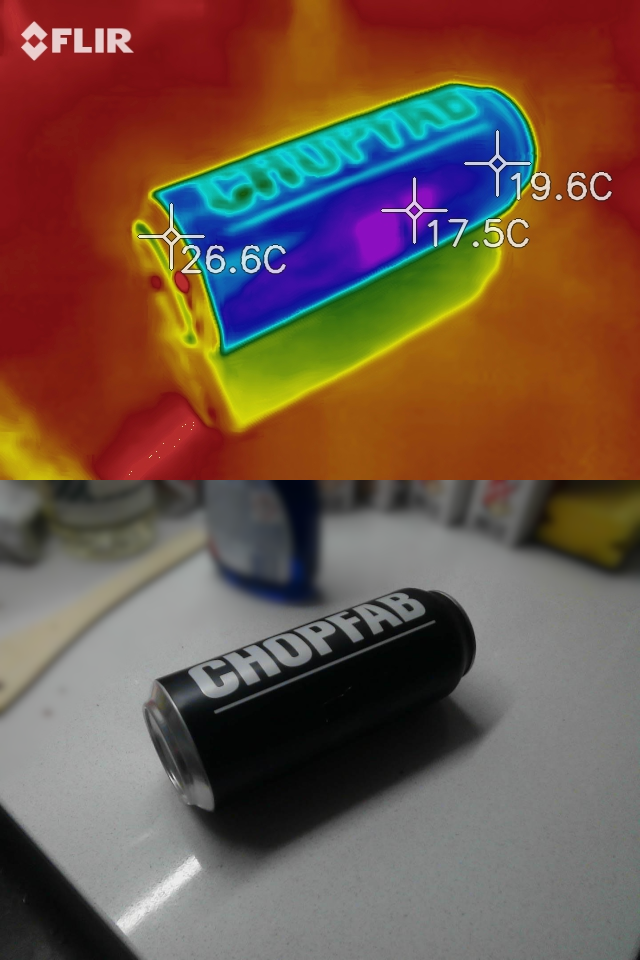
تفاوت دمای ایجاد شده توسط انتشار تشعشع